# Hiroyoshi Nishizawa
Hiroyoshi Nishizawa (jap. 西澤 廣義 （にしざわ ひろよし） Nishizawa Hiroyoshi; ur. 27 stycznia 1920, zm. 26 października 1944) – japoński pilot, czołowy as myśliwski Sił Powietrznych Cesarskiej Marynarki Wojennej z czasów drugiej wojny światowej, zwany „Diabłem z Rabaulu”. 
Urodził się w wiosce Ogawa w prefekturze Nagano jako piąty syn Mikijiego i Miyoshi Nishizawów. Był wysoki i szczupły – przy wzroście 175 centymetrów ważył tylko 63 kilogramy. Jak wspomina jego towarzysz broni, chronicznie chorował na malarię i tropikalne choroby skórne.

## Początek służby
W czerwcu 1936, Nishizawa zgłosił się na ochotnika do uczestnictwa w programie szkolenia młodych pilotów marynarki wojennej o skróconej nazwie Yokaren. Został przyjęty do klasy Otsu 7. Zakończył swoje szkolenie w marcu 1939, na szesnastym miejscu z klasy liczącej siedemdziesięciu jeden ochotników.
Po służbie w jednostkach lotnictwa w: Oita, Omura i Sakura, Nishizawa został skierowany do bazy na Wyspach Marshalla. Po ataku na Pearl Harbor w 1941 i przystąpieniu Japonii do wojny, jego eskadra została oddzielona i odkomenderowana do obsady lotniska Wunakanau na nowo zdobytej wyspie Nowej Brytanii w styczniu 1942 r. Została wyposażona w przestarzałe myśliwce Mitsubishi A5M.

## Kampania na Nowej Gwinei

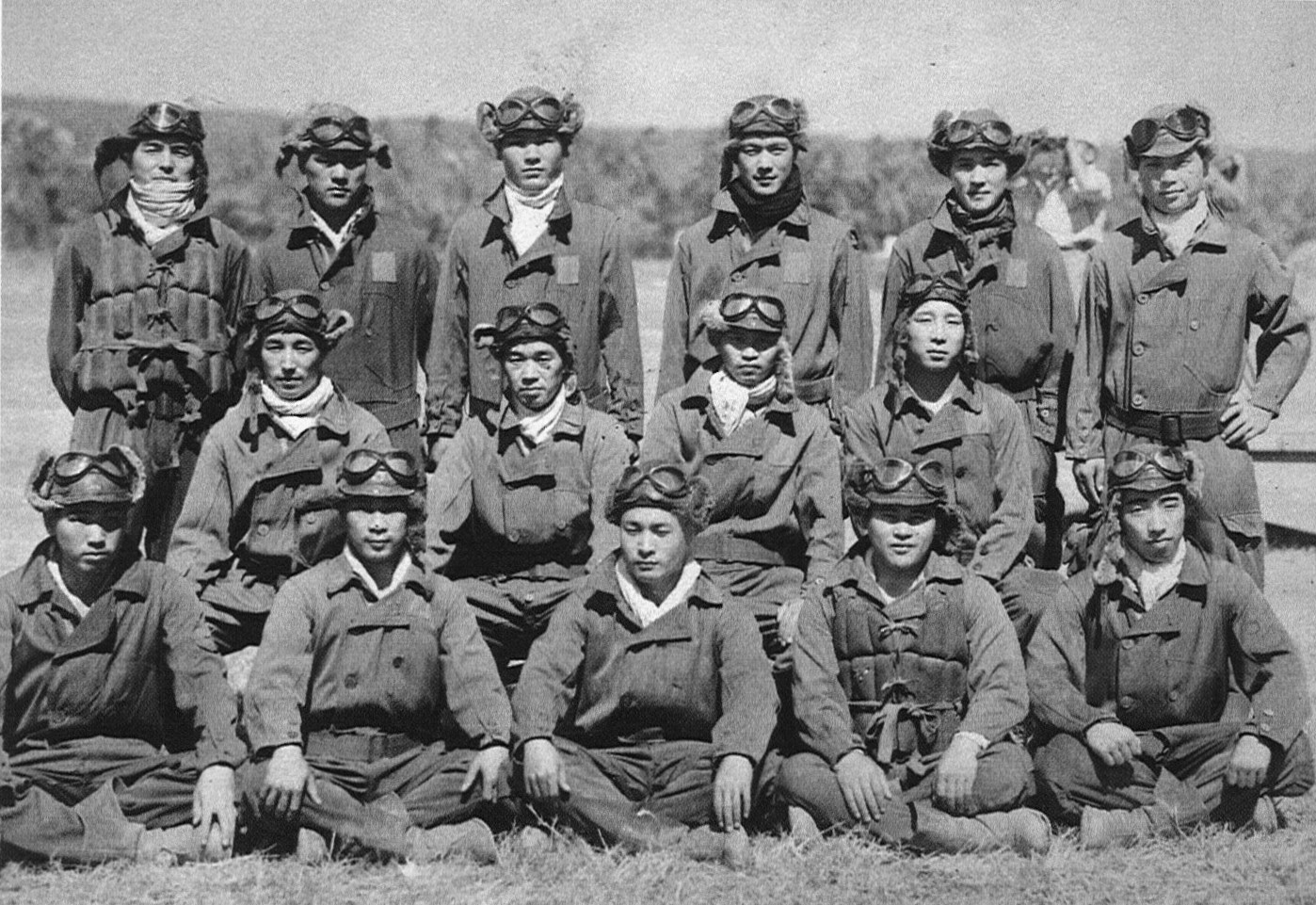
Piloci japońscy na Lae w 1942. Hiroyoshi Nishizawa stoi pierwszy od lewej

Jego pierwszym spotkaniem z nieprzyjacielem było starcie z łodzią latającą Catalina RAAF-u (Royal Australian Air Force) 3 lutego 1942 roku. Uszkodzony samolot australijski zdołał dotrzeć do Port Moresby na Nowej Gwinei, niemniej jednak Nishizawa miał na swoim koncie pierwsze zwycięstwo powietrzne. Od 9 lutego zaczął latać nowoczesnym myśliwcem Mitsubishi A6M2 („Zero”), po czym został przydzielony do jednostki Tainan na Tajwanie. Latał razem z dwoma innymi wybijającymi się pilotami myśliwskimi, Saburō Sakai i Toshio Ōta, uczestnicząc w licznych walkach z samolotami amerykańskimi i australijskimi operującymi z Port Moresby. 24 marca dokonał swojego pierwszego indywidualnego zestrzelenia (nie licząc wcześniejszych walk grupowych) nad Port Moresby (według źródeł japońskich, był to myśliwiec Supermarine Spitfire, co wydaje się jednak wątpliwe, RAAF nie miał bowiem w Australii w tym czasie żadnych Spitfire'ów – zestrzelony został prawdopodobnie P-39 Airacobra albo P-40 Tomahawk).
Na początku sierpnia jednostka lotnictwa morskiego Tainan została przeniesiona do Rabaulu, operując przeciw siłom amerykańskim nad Guadalcanalem. W pierwszym starciu z samolotami amerykańskiego lotnictwa marynarki 7 sierpnia, zestrzelił przynajmniej dwa myśliwce F4F Wildcat z dywizjonu VF-5 (zgłosił zestrzelenie 6). Na skutek sporych strat, 8 listopada Tainan przeformowano w Jednostkę 251, a Nishizawę wraz z innymi pilotami wycofano do Japonii jako instruktora do szkolenia pilotów. 
Nishizawa powrócił w składzie Jednostki 251 do Rabaulu w maju 1943 r. 14 maja podczas eskorty wyprawy bombowej, zestrzelił swój pierwszy myśliwiec P-38 Lightning (inne zgłoszenia tego dnia nie zostały potwierdzone). 7 czerwca 1943 r. zestrzelił pierwszy swój myśliwiec F4U Corsair (z dywizjonu VMF-112) i P-40. W uznaniu kolejnych sukcesów, dowódca 11. Floty Powietrznej wręczył Nishizawie miecz samurajski. We wrześniu 1943 r. Nishizawę przeniesiono do Jednostki 253, lecz już w październiku ponownie odwołano do szkolnictwa do Japonii. W listopadzie awansował na chorążego.

## Kampania nad Filipinami
W lutym 1944 r. powrócił do jednostki bojowej 201, operującej z Kuryli, a następnie z Luzonu na Filipinach. 25 października prowadził samoloty eskortujące pierwszy atak samolotów kamikaze w zatoce Leyte. Sam również chciał zgłosić się na kamikaze, lecz sprzeciwiło się temu dowództwo. 
26 października zginął jako pasażer bombowca Nakajima Ki-49 Donryū Jednostki 1021, gdy wraz z kilkoma innymi pilotami myśliwskimi udawał się na wyspę Luzon, aby sprowadzić do Mabalacat nowe „Zera”. Nad Calapan na wyspie Mindoro (Filipiny) bombowiec został zaatakowany przez dwa Hellcaty z amerykańskiego lotniskowca USS „Wasp” i spadł na ziemię w płomieniach, zestrzelony prawdopodobnie przez podporucznika Harolda Newella. 
Nishizawa pośmiertnie został awansowany na porucznika. Zestrzelił około 87 samolotów nieprzyjaciela. Według innych źródeł 103. Dokładna liczba jest trudna do ustalenia, gdyż lotnictwo japońskie, aby zachęcić pilotów do współdziałania, nie prowadziło oficjalnej statystyki indywidualnych zestrzeleń. Szacunki oparte są głównie na zapiskach lotników, które z różnych przyczyn są często zawyżone, i powojennych relacjach świadków. Do umocnienia legendy Hiroyoshiego Nishizawy jako asa przestworzy, niezwyciężonego w walce powietrznej, przyczynił się fakt, że zginął jako „pasażer” bombowca.